# Calendrier de conservation
Pour les articles homonymes, voir Calendrier (homonymie).
Un calendrier de conservation (tableau de tri ou échéancier de conservation ou recueil des règles de conservation) est un outil archivistique qui permet de gérer le cycle de vie de l'information, à savoir combien de temps conserver les documents ou données et pour quelles raisons.  C'est l'outil central de la fonction d'évaluation en archivistique. 

## Terminologie
« Calendrier de conservation » est en usage au Canada et en Suisse romande, alors que « tableau de tri » est employé dans les autres pays francophones. On rencontre également les termes « tableau de gestion » (sous-entendu « des archives ») employé essentiellement par l'administration des archives de France, « tableau d'archivage », « recueil des durées de conservation », « tableau de conservation », « charte d'archivage », « tableau d'élimination », « tableau des éliminables » et « plan d'archivage ». 
L’Association internationale des archives francophones, sur son Portail, propose que tous ces termes soient à l’avenir remplacés par « échéancier de conservation ».

## Finalité
Le calendrier de conservation est primordial pour maintenir une saine gestion documentaire au sein d’un organisme. Pour être efficace, il se doit d’être intégré dans toutes activités administratives d’une organisation. 
L’intégration d’un calendrier de conservation dans un organisme a plusieurs avantages : une augmentation de la gestion documentaire, une prise de décision rapide et efficace lors de l’élagage des documents, une économie de temps, d’espace et de coût, puis un respect des lois juridiques. 

## Composantes d'un calendrier de conservation
Le calendrier de conservation permet de véhiculer les règles de conservation. Une règle de conservation est une norme qui octroie une période d’utilisation à un document conformément à son cycle de vie.  
Ces règles de conservation regroupent généralement le type de document ou de dossier, sa période d'utilisation (durée d'utilité administrative ou légale), son ou ses supports ou infrastructures de conservation (par exemple papier, disque magnétique, microfilm, système de gestion électronique des documents, application métier, etc), son sort ou traitement final (archivage historique, destruction, sélection, échantillonnage), éventuellement aussi son responsable. 

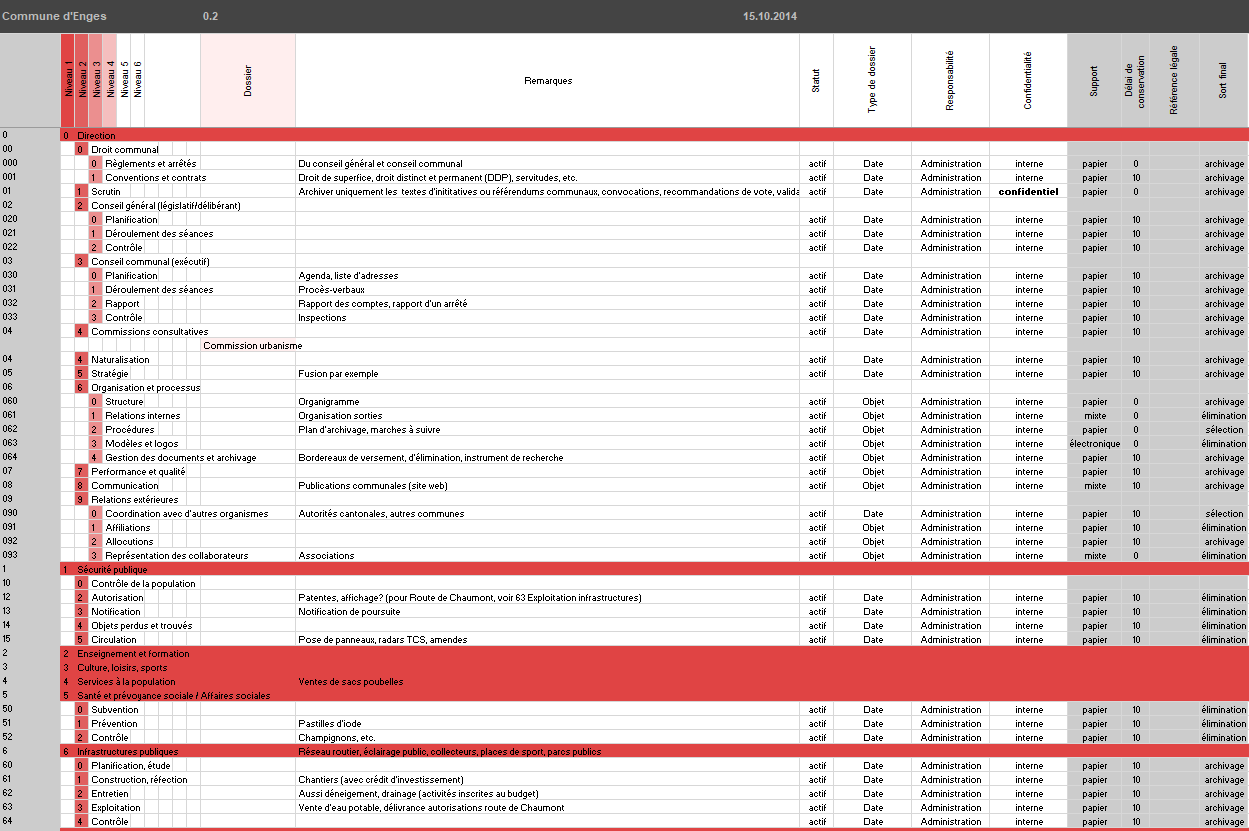
Exemple de plan d'archivage dans une commune du Canton de Neuchâtel, à savoir un plan de classement incluant directement des règles de conservation.

## Exemples
- Calendrier de conservation des dossiers relatifs aux régimes de retraite de la Commission des services financiers de l'Ontario
- Calendrier de conservation de la Ville de Montréal

- Calendrier de conservation de l'Université de Sherbrooke
- Calendrier de conservation de la maison d'édition Chenelière
- Recueils des règles de conservation créée par la BAnQ pour le secteur gouvernemental, judiciaire, santé, éducation, municipal et privé